# Haskell County, Kansas
Haskell County är ett administrativt område i delstaten Kansas, USA, med 4 256 invånare. Den administrativa huvudorten (county seat) är Sublette. 

## Geografi
Enligt United States Census Bureau har countyt en total area på 1 496 km². 1 495 km² av den arean är land och 1 km² är vatten.

### Angränsande countyn
- Finney County - nord
- Gray County - öst
- Meade County - sydost
- Seward County - syd
- Stevens County - sydväst
- Grant County - väst
- Kearny County - nordväst

### Orter
- Sublette (huvudort)